# Solesmes, Sarthe

Solesmes este o comună în departamentul Sarthe, Franța. În 2009 avea o populație de 1,370 de locuitori.